# Elton Medeiros
Élton Antônio Medeiros (Rio de Janeiro, 22 de julho de 1930 — Rio de Janeiro, 4 de setembro de 2019) foi um compositor, cantor, produtor musical e radialista brasileiro.

## Biografia
Nascido no bairro carioca da Glória e torcedor do Olaria Atlético Clube, Elton Medeiros foi compositor, cantor, produtor musical e radialista. Considerado um dos melhores melodistas e ritmistas da história do samba, Elton teve sua trajetória na música iniciada aos dezessete anos quando tocava de dia na Orquestra Juvenil de Estudantes, que se apresentava na Rádio Roquette-Pinto, e à noite tocava trombone na gafieira Fogão, do compositor Uriel Azevedo.
Elton Medeiros começou sua carreira de compositor sendo fundador da ala dos compositores da escola de samba Aprendizes de Lucas. Seu samba "Exaltação a São Paulo" foi considerado um dos melhores da história da escola. Porém, é através das reuniões no Zicartola que Elton Medeiros criará suas principais obras, sendo um dos principais incentivadores e frequentadores do restaurante musical localizado em um sobrado na Rua da Carioca. Lá, entrou em contato com sambistas como Cartola, Nelson Cavaquinho, Zé Ketti, Ismael Silva e Paulinho da Viola, que se tornaria seu principal parceiro musical. Além disso, como fruto do Zicartola surgiram o grupo A Voz do Morro e o show A Rosa de Ouro.
Entre os principais sambas de Elton Medeiros, destacam-se clássicos como "Peito Vazio", "O Sol Nascerá" (em parceria com Cartola), "Pressentimento" (com Hermínio Bello de Carvalho), "Mascarada" (Zé Ketti) e "Onde a Dor Não Tem Razão" (com Paulinho da Viola).
Elton morreu em 4 de setembro de 2019, aos 89 anos de idade, no Rio de Janeiro, Brasil, após sofrer uma pneumonia.